# Міський Вадим Васильович
Міський Вадим Васильович (нар. 19 листопада 1990, м. Чернівці) — український громадський діяч, фахівець у галузі адвокації та медіа, журналіст, письменник. Секретар Наглядової ради Національної суспільної телерадіокомпанії України. Лауреат Премії Кабінету Міністрів за особливі досягнення молоді у розбудові України та Премії ім. І. Франка у галузі інформаційної діяльності.
З 2019 року очолював Раду з питань свободи слова та захисту журналістів при Президентові України.

## Життєпис
Має ступінь магістра спеціальностей «Прикладна математика» та «Державна служба», які здобув у Чернівецькому національному університеті імені Юрія Федьковича, та «Магістр бізнес-адміністрування» (MBA), здобутий у Київській школі економіки. Один з переможців Всеукраїнської олімпіади з європейської інтеграції, 2013. Випускник Internationale Akademie für Führungskräfte (Гуммерсбах, Німеччина) за напрямом «Стратегічне планування», Міжнародної літньої школи медіа права, Програми стажування у Верховній Раді України та центральних органах виконавчої влади 2012—2013 рр., а також спеціалізованої програми «Корпоративний директор» від Професійної асоціації корпоративного управління та Міжнародної фінансової корпорації.
У 2013—2014 рр. координував роботу регіональної мережі Громадського руху ЧЕСНО (ГО «Центр UA»), а до того — регіональну платформу руху ЧЕСНО в Чернівецькій області.
З 2014 року обіймав керівні посади в Реанімаційному пакеті реформ — українській коаліції громадських організацій та аналітичних центрів, що об'єдналися заради просування та контролю за здійсненням реформ. Під керівництвом Вадима Міського відбувалася розробка «Дорожньої карти реформ РПР» у більш ніж 20 напрямах державної політики, а також підготовка регулярних оглядів «Реформи під мікроскопом». Керував відділом адвокації та координував діяльність експертних груп РПР, а також був членом Ради РПР. Нині є головним експертом з питань медіареформи у Реанімаційному пакеті реформ.
З 2015 року член Наглядової ради Публічного акціонерного товариства «Національна суспільна телерадіокомпанія України», обраний від громадських організацій у сфері захисту прав дітей та молоді. Після створення НСТУ в 2017 році обраний Секретарем Наглядової ради компанії. Автор публікацій про завдання та перебіг реформи державних телерадіокомпаній у суспільне мовлення. Напочатку 2018 року запропонував нову модель фінансування Суспільного мовлення в Україні, котра була підтримана міжнародними інституціями та експертами та має на меті забезпечити сталість фінансування мовника, що є однією із засадничих передумов його програмної незалежності:
|  | Нова модель фінансування Суспільного мовлення має на меті зменшити дискрецію Уряду і Парламенту при розрахунках обсягу щорічного фінансування НСТУ і передбачає виокремлення надходжень від рентної плати за користування радіочастотним ресурсом у спецфонд Держбюджету України та цільове спрямування їх на фінансову підтримку НСТУ. |

У 2021 році повторно обраний членом Наглядової ради Суспільного мовлення на п'ятирічний термін, його кандидатуру номінував Пласт (Національна скаутська організація України) та підтримали низка громадських об'єднань.
З лютого 2018 року є програмним директором ГО «Детектор медіа» — українського аналітичного центру та однойменної групи онлайн-видань, що спеціалізуються на проблемах медіа, інформаційної політики, медіаграмотності та протидії дезінформації.

## Громадська діяльність
У 2024 році — співголова Оргкомітету з відзначення 100-річчя Українського радіо. Сторіччя першого українського мовника відзначалося на виконання постанови Верховної Ради України про відзначення пам’ятних дат і ювілеїв у 2024–2025 роках. В рамках відзначення протягом року відбулася низка заходів, серед яких випуск пам'ятної монети Національного Банку України, випуск ювілейної поштової марки Укрпошти, присвоєння назви скверу в серці столиці «Сквер Українського радіо», концертний тур Симфонічного оркестру Українського радіо містами України із гала-концертом у Національній Опері, тематичний Радіодиктант національної єдності, авторкою якого стала Оксана Забужко, радіоінтерв'ю Президента України Володимира Зеленського з нагоди ювілею, а також виробництво Суспільним мовленням документального телефільму і радіопроєктів. За даними соціологічного опитування, проведеного у 2025 році, кожен четвертий українець у віці 18+ років чув про сторіччя Українського радіо, а долучився до заходів з відзначення майже кожен восьмий.
6 листопада 2019 року очолив Раду з питань свободи слова та захисту журналістів при Президентові України.
З 2019 року був координатором Медіаруху «Медіа за усвідомлення вибір».
З 2018 року є головним експертом групи з медіареформи в Реанімаційному пакеті реформ.
В 2018—2019 роках був членом Української сторони Платформи громадянського суспільства Україна—ЄС — одного із чотирьох органів Асоціації Україна—ЄС, котрий об'єднує представників громадянського суспільства України та членів Європейського соціально-економічного комітету з метою забезпечення належної ролі громадськості у процесі виконання Угоди про асоціацію.
У 2013 став співзасновником і з того часу очолює громадську організацію «Лабораторія демократичних трансформацій» (м. Чернівці), яка веде діяльність у таких напрямах: становлення прозорого, відкритого та підзвітного врядування в Україні через впровадження антикорупційних інструментів, участі громадян в прийнятті рішень; підвищення обізнаності виборців задля усвідомленого та вільного голосування; підтримка свободи слова та розвитку суспільного мовлення.

## Журналістська та літературна діяльність
Під час Революції Гідності був редактором фейсбук-медіа «Євромайдан» — онлайн-спільноти, що об'єднала понад 250 тис. підписників та висвітлювала усі події Євромайдану.
Колонки Вадима Міського виходили у виданнях Українська правда, Дзеркало тижня, Новое время, Детектор медіа та інших. 
У 2022 році, з перших днів повномасштабного російського вторгнення в Україну, на Українському радіо почала виходити його щоденна рубрика-подкаст із розвінчуваннями російської дезінформації «Русскій фейк...». У кожному випуску звучали спростування свіжих російських фейків та маніпуляцій та поради з інформаційної гігієни, медіаграмотності та безпеки в онлайн-просторі. У вересні 2022 року передача здобула премію «Слушно» в категорії «Найкраще журналістське розслідування». Згодом, рубрика була трансформована у проєкт «Фейк-контроль», який ведуть лінійні ведучі Українського радіо Олена Зелінченко, Роман Коляда, Сергій Стуканов та Наталія Соколенко.
Також є медіадослідником, автором книжок про історію та перспективи розвитку медіа. Співавтор книжки «Суспільне мовлення в Україні: історія створення та виклики» разом зі Світланою Остапою та Ігорем Розкладаєм, що вийшла у 2018 році. Книжка була відзначена Премією ім. Івана Франка у галузі інформаційної діяльності.
Співавтор книжки «Українське радіо. Історія буремного століття», виданої у 2025 році видавництвом «Лабораторія» у партнерстві з ГО «Детектор медіа». Книжка досліджує історії спротиву та боротьби за ідентичність в ефірі першого українського мовника від 1924 року до сьогодення. Видання очолило список бестселерів видавництва на Книжковому Арсеналі — 2025, опинившись на першій сходинці рейтингу продажів за підсумком фестивалю. Разом з Вадимом Міським співавторкою книжки стала Тамара Гусейнова, а ідейним натхненником видання — Дмитро Хоркін.

## Відзнаки
У 2018 році Вадиму Міському присуджено Премію Кабінету Міністрів за особливі досягнення молоді у розбудові України.
У 2021 році присуджено Премію ім. Івана Франка у галузі інформаційної діяльності.
У 2022 році здобув українську професійну аудіопремію «Слушно» у номінації «Найкраще журналістське розслідування» за радіопередачу «Русскій фейк...», присвячену розвінчуванню російської дезінформації та розвитку навичок критичного мислення слухачів. Передача виходила щоденно у ефірі Українського радіо та на подкастингових платформах із перших днів великої війни.
У 2024 році отримав Подяку Прем'єр-міністра України Дениса Шмигаля.